# Pristomerus testaceus
Pristomerus testaceus là một loài tò vò trong họ Ichneumonidae.